# Trùng hai phôi
Dicyemida, còn được gọi là Trùng hai phôi. Là một ngành ký sinh trùng nhỏ sống ở phần phụ thận của các loài Động vật chân đầu.

## Phân loại

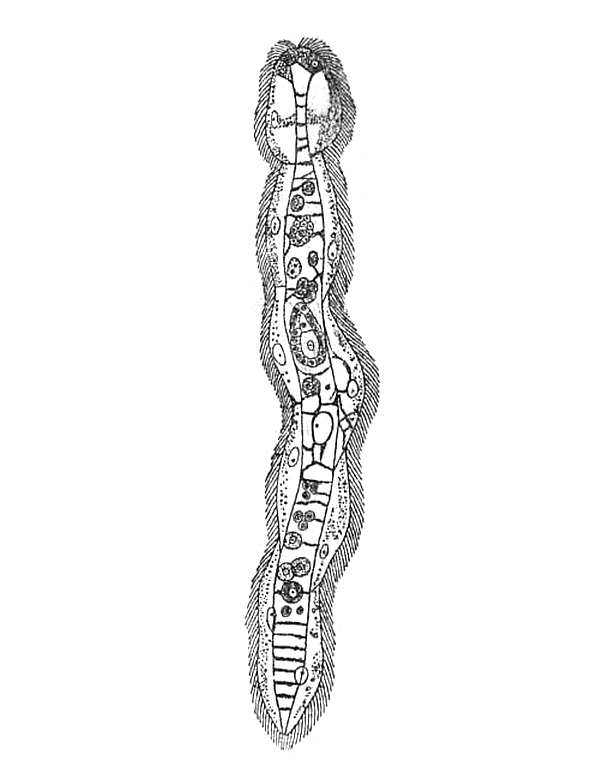
Dicyema macrocephalum

Việc phân loại còn nhiều tranh cãi. Theo truyền thống, Dicyemida được xếp cùng nhóm với Orthonectida trong Mesozoa và tính đến năm 2017, bằng chứng phân tử dường như xác nhận điều này.
Tuy nhiên, cây phát sinh chủng loại phân tử khác đã đặt các Dicyemida có quan hệ họ hàng gần hơn với giun đũa. Bằng chứng phân tử bổ sung cho thấy rằng loài này có nguồn gốc từ Lophotrochozoa.
Ngành không được đề xuất lớp hoặc bộ, nhưng được chia thành ba họ Conocyemidae, Dicyemidae và Kantharellidae.